# 2021年の交通
2021年の交通（2021ねんのこうつう）とは、2021年（令和3年）に起こった、交通関係の出来事をまとめたページである。
2020年の交通 - 2021年の交通 - 2022年の交通

## 出来事の一覧

### 2月
- 1日
  - （海運） 中国で「中華人民共和国海警法」（海警法）が施行[1]

### 3月
- 20日
  - （海運） 佐渡汽船の高速カーフェリー「あかね」がこの日をもって運航終了。スペインへ売却された[2]。

### 7月
- 1日
  - （海運） 東京九州フェリーが横須賀港～新門司港間に就航[3]。
  - （海運）九州郵船の博多港～対馬比田勝港間に新造船「うみてらし」が就航。先代の「フェリーげんかい」は前日の運航をもって引退。[4]

### 10月
- 26日
  - （海運） 伊豆諸島開発の貨客船「ゆり丸」がこの日をもって運航終了[5]。